# لودیک پویزنی
لودیک پویزنی (چکی: Luděk Pojezný؛ ۷ مارس ۱۹۳۷) قایقران روئینگ اهل چکسلواکی بود.
وی در مسابقات کشوری و بین‌المللی در مجموع برندهٔ ۱ مدال نقره، ۳ مدال برنز شده‌است.